# Hłuszec (rejon rzeczycki)
Hłuszec (biał. Глушэц; ros. Глушец, Głuszec) – wieś na Białorusi, w obwodzie homelskim, w rejonie rzeczyckim, w sielsowiecie Biełaje Bałota. W 2009 roku liczyła 33 mieszkańców. Leży ok. 15 km na północ od Rzeczycy, na lewym brzegu Dniepru, nad jego starorzeczem – jeziorem Tuta.

## Historia
Miejscowość była wzmiankowana w XIX wieku jako osada w wołości Czabatowiczy, w ujeździe homelskim, w guberni mohylewskiej. W miejscowości działała przeprawa promowa przez Dniepr. Według danych ze spisu powszechnego w 1897 roku Hłuszec liczył 172 mieszkańców i znajdowało się w nim 30 gospodarstw oraz młyn wodny. Obok osady znajdował się folwark zamieszkany przez 13 osób i obejmujący 3 gospodarstwa. Pod koniec I wojny światowej, w sierpniu 1918 roku, kiedy Białoruś znajdowała się pod kontrolą niemiecką, miejscowość została zajęta przez oddział partyzancki ze wsi Horwal, doprowadzając do ustanowienia władzy bolszewickiej. W czerwcu 1920 roku, w czasie wojny polsko-bolszewickiej, doszło we wsi do bitwy pomiędzy patrolem polskim a oddziałem rosyjskim obsadzającym wieś, która zakończyła się zwycięstwem polskich żołnierzy. W 1926 roku Hłuszec należał do rejonu uwarowickiego w okręgu homelskim i liczył 242 mieszkańców w 44 gospodarstwach. W 1931 roku zorganizowany został kołchoz „Prahres”, w którym działała m.in. kuźnia. W 1940 roku odnotowano we wsi 224 mieszkańców i 66 gospodarstwa. W czasie II wojny światowej, w czerwcu 1943 roku, oddziały niemieckie podpaliły zabudowania we wsi. W pożarze zginęło 3 mieszkańców, a ogień strawił w sumie 63 budynki. Ponadto 41 mieszkańców wsi zginęło na froncie. W 1959 roku Hłuszec liczył 218 mieszkańców. Miejscowość weszła w skład sowchozu „Reczycki”.